# 阿列克谢·霍米亚科夫
阿列克谢·霍米亚科夫（俄语：Алексе́й Степа́нович Хомяко́в，1804年5月13日—1860年10月5日），俄罗斯神学家、哲学家、诗人和业余艺术家。他与伊万·基雷耶夫斯基共同创立了斯拉夫派运动，并成为该运动中最杰出的理论家之一，他提出了“聚和性”一词。他的儿子尼古拉·霍米亚科夫曾是帝国杜马主席。